# Белш (община)
Белш (на албански: Belshi) е община в област Елбасан, централна Албания. Общината се състои от административните единици Фиерза, Грекан, Каян, Расе със седалище Белш.
Според оценката на Института по статистика от преброяването през 2011 г. в град Белш живеят 8781 души, а в община Белш – 19 503.